# Nonnenhorn

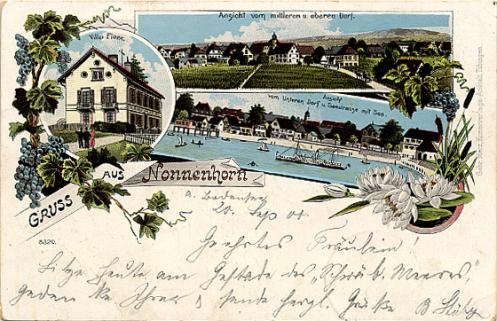
Nonnenhorn 1900

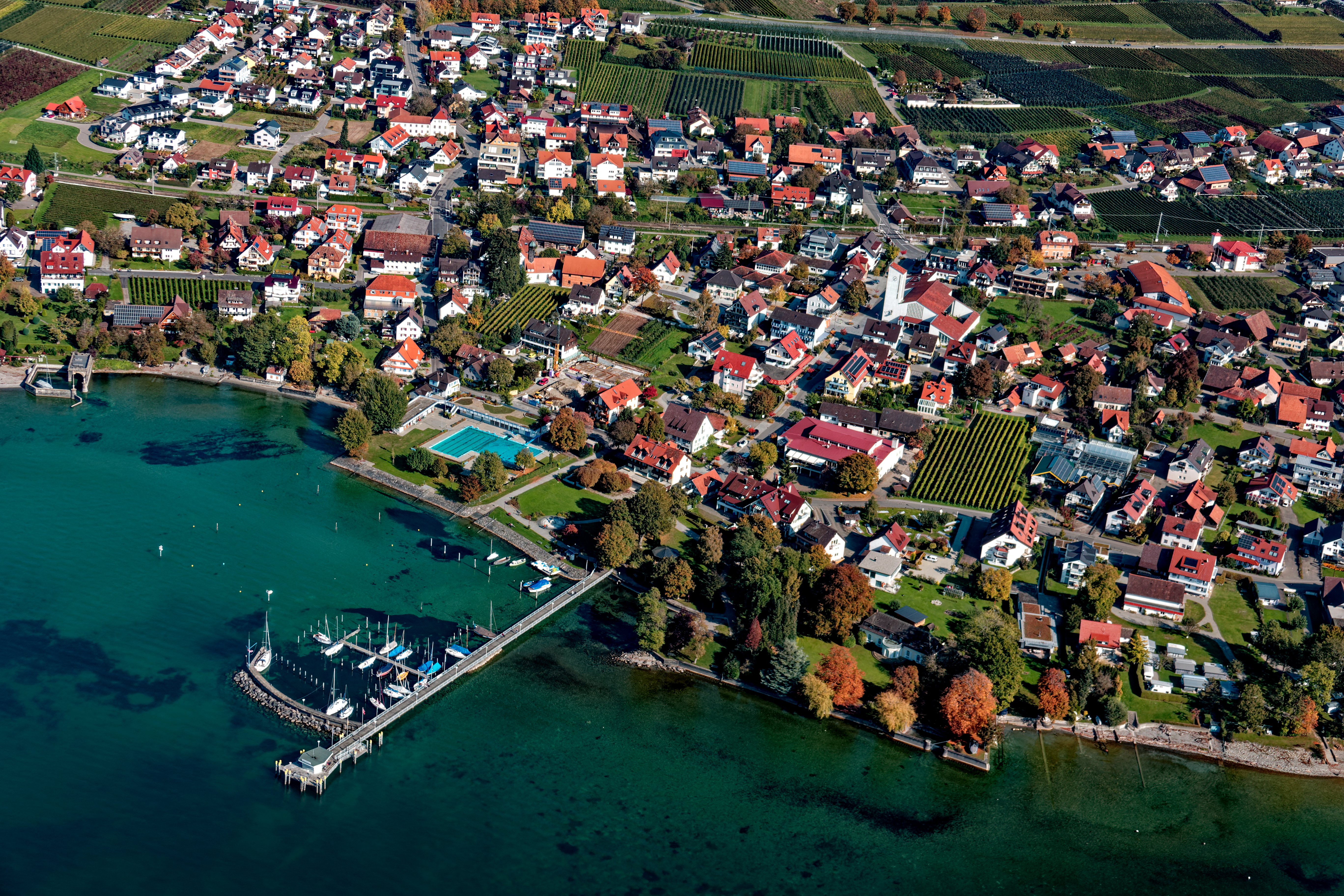
Blick aus dem Zeppelin auf Nonnenhorn (2020)

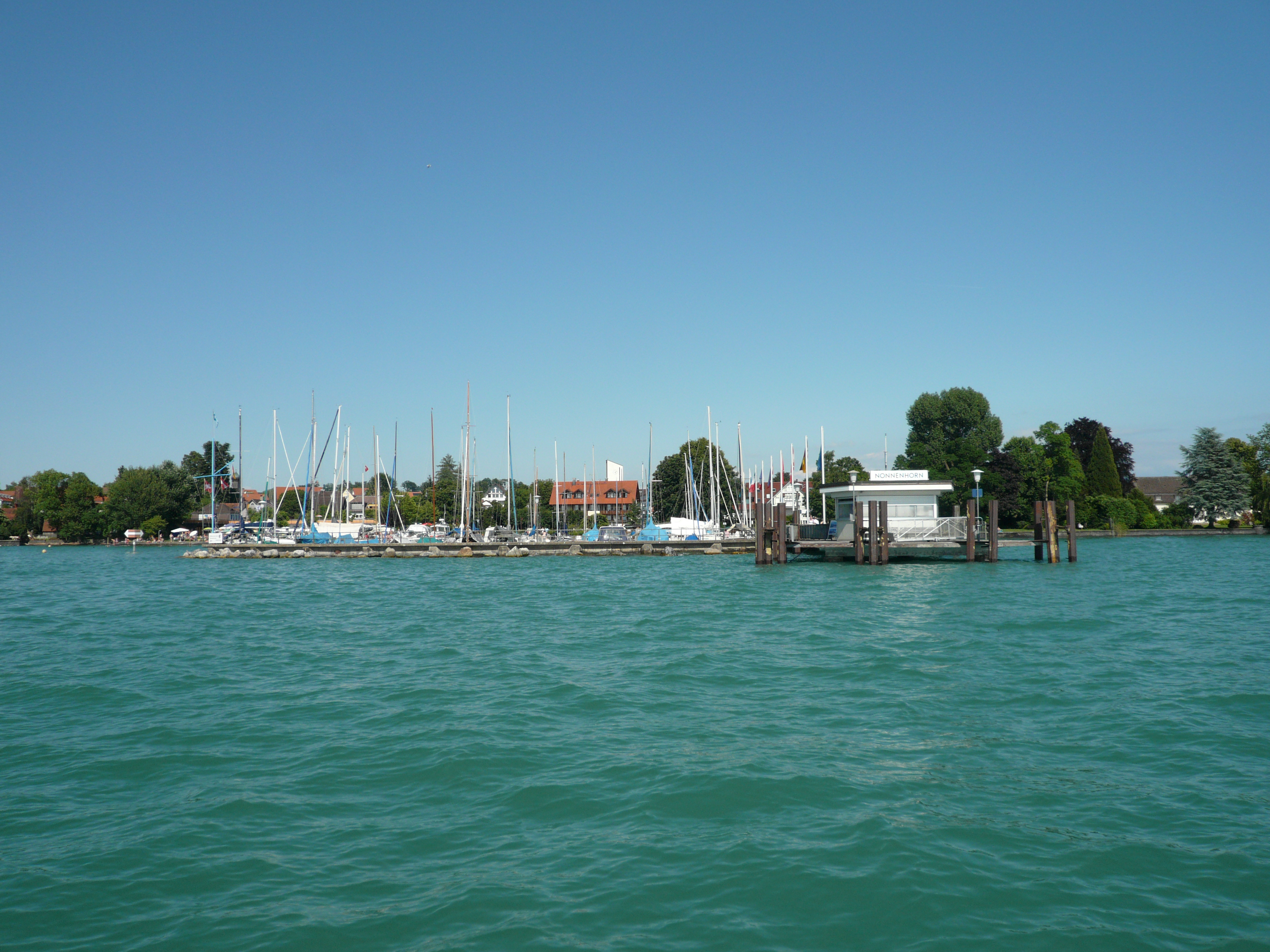
Blick vom Bodensee auf Nonnenhorns Schiffslände und Segelhafen

Nonnenhorn ist eine Gemeinde am Bodensee im Landkreis Lindau (Bodensee) im bayerischen Regierungsbezirk Schwaben. Das gleichnamige Pfarrdorf ist die einzige Siedlung. Der Luftkurort und bekannte Weinort liegt zwischen Wasserburg und Kressbronn an der Grenze zu Baden-Württemberg. Nonnenhorn liegt auf der gegenüberliegenden Seite des Bodensees von Rorschach in der Schweiz.

## Geographie

### Lage
Die Gemeinde liegt am Nordufer (Sonnenseite) des bayerischen Teils des Bodensees. Flächenmäßig ist es die drittkleinste und zugleich südwestlichste Gemeinde des Freistaates Bayern. Im Westen grenzt Nonnenhorn an Baden-Württemberg. Es gibt nur die Gemarkung Nonnenhorn. Die Seeuferlänge misst 3,8 km. Das Hinterland ist geprägt von eiszeitlichen Moränenhügeln (Drumlins) mit botanisch bemerkenswerten Mischwaldbeständen.

### Nachbargemeinden
Die im Westen angrenzende Gemeinde, die bereits in Baden-Württemberg liegt, ist Kressbronn. Von Osten her schließt sich Wasserburg an. Die vier bayerischen Seegemeinden Nonnenhorn, Wasserburg, Bodolz und die Stadt Lindau liegen im Bereich „Bayerischer Bodensee“.

## Geschichte
Die Geschichte von Nonnenhorn am Bodensee beginnt bereits in der Frühzeit mit keltischen Siedlungsstrukturen, wobei der Ortsname wahrscheinlich nicht von Nonnen, sondern vom keltischen Volksstamm der „Nunen“ abgeleitet wird. Unterstützt wird diese Deutung durch weitere historische Ortsnamen in der Bodenseeregion mit dem Grundwort „-horn“, wie Romanshorn um 780 oder Buchhorn um 838, was auf eine vorrömische Siedlungstradition hinweist.
Die erste urkundliche Erwähnung Nonnenhorns erfolgte im Jahr 910, obgleich der Ort bereits seit dem 9. Jahrhundert zur Herrschaft Wasserburg gehörte. Diese Eingliederung basierte auf der Organisationsstruktur des Klosters St. Gallen, dessen Verwaltungssystem seit der ersten Erwähnung Wasserburgs als „wazzarburuc“ im Jahr 784 die Region prägte. In den St. Galler Chroniken wird für das Jahr 1430 erstmals ein Klusner in Nonnenhorn erwähnt, was auf religiöse Aktivitäten an der späteren Kapelle St. Jakobus hindeutet.
Die mittelalterliche Entwicklung Nonnenhorns war geprägt durch wechselnde Herrschaftsverhältnisse über die übergeordnete Herrschaft Wasserburg. Nach dem Ende der St. Galler Dominanz gingen die Besitzrechte 1280 an die Herren von Kisslegg über, gefolgt von den Herren von Schellenberg bis 1358 und anschließend den Herren von Ebersberg bis 1386. Ab 1386 etablierte sich die Herrschaft der Grafen von Montfort-Rothenfels-Wasserburg, die das Gebiet bis 1592 kontrollierten.
Ein entscheidender Wendepunkt in der Ortsgeschichte war der Erwerb der Herrschaft Wasserburg durch die Grafen Fugger von Kirchberg-Weißenhorn im Jahr 1592 für 63.000 Gulden. Die Fuggerherrschaft manifestierte sich architektonisch durch den Bau des monumentalen Weintorkels im Jahr 1591, einer der größten und ältesten Baumpressen im gesamten Bodenseeraum, deren dreiteiliges Balkenlager aus Eichenholz rund 400 Zentner wog und deren Errichtung etwa 30 Pferde und 40 Arbeiter erforderte. Während der Fuggerschen Periode entwickelte sich Nonnenhorn zu einem bedeutenden Weinbauort, wobei um 1825 nicht weniger als 16 Gemeinschaftstorkel und fünf private Pressen auf der Gemarkung standen.
Die Zeit des Dreißigjährigen Krieges brachte erhebliche Verwüstungen mit sich. 1635/36 forderte eine Pestepidemie über 600 Todesopfer in der Herrschaft Wasserburg, die in Massengräbern beigesetzt wurden. 1647 suchten schwedische Truppen die Gegend heim und richteten besonders im Weinbau schwere Schäden an. Nach dieser Krisenzeit erfolgte teilweise eine Wiederbesiedelung durch Schweizer Zuwanderer, was durch Einträge in den Kirchenbüchern und Familienstandesregistern dokumentiert ist.
1763 verkauften die verschuldeten Fugger die Herrschaft Wasserburg für 300.000 Gulden an das Erzhaus Österreich, wodurch Nonnenhorn bis 1805 zu Vorderösterreich gehörte. Der Übergang zu Bayern erfolgte durch den Pressburger Frieden vom 26. Dezember 1805, als das Gebiet zunächst zum Kurfürstentum und ab 1. Januar 1806 zum Königreich Bayern kam.
Die kommunale Selbständigkeit erlangte Nonnenhorn schrittweise nach den bayerischen Verwaltungsreformen. 1811 erhielt der Ort eine eigene Schule, 1817 entstand durch Teilung Wasserburgs die selbständige Gemeinde Nonnenhorn, und im Zuge des bayerischen Gemeindeedikts von 1818 wurde die heutige Gemeindestruktur etabliert[5][20][21][16].
Die Verkehrserschließung vollzog sich in zwei wichtigen Etappen: Am 1. Oktober 1899 erhielt Nonnenhorn mit der Eröffnung der Bahnstrecke Friedrichshafen–Lindau einen Bahnhof an der Bodenseegürtelbahn, wobei das Empfangsgebäude im württembergischen Baustil errichtet wurde. 1912 folgte die Inbetriebnahme der Dampfschiffslände, als am 1. September der Schaufelraddampfer „Rupprecht“ als erstes Linienschiff in Nonnenhorn anlegte.
Eine bedeutsame kulturelle Bereicherung erfuhr Nonnenhorn 1846 durch den Schuhmachergesellen Johannes Königer, der den Münchner Schäfflertanz in den Ort brachte und die Schäfflergesellschaft gründete. Diese Tradition wird bis heute alle sieben Jahre gepflegt und stellt einen wichtigen Bestandteil der Ortsidentität dar.
Die Zeit der französischen Besatzung von August 1945 bis Januar 1948 verlief für Nonnenhorn glimpflich, da der Major der Reserve Peter Wilhelm Alexander Bullrich einen Tag vor dem Einmarsch der französischen Truppen den etwa 300 Mann starken Volkssturm auflöste und somit die kampflose Übergabe des Ortes durch Bürgermeister Guido Haag ermöglichte. Nonnenhorn fungierte während dieser Zeit als Hauptquartier der französischen Bodensee-Flottille „Flottille du Lac de Constance“.
In der Nachkriegszeit entwickelte sich Nonnenhorn zu einem modernen Tourismus- und Weinbauort. 1961 wurde die neue Kirche St. Christophorus eingeweiht, 1973 erhielt der Ort den Status eines Luftkurortes, und 1957 nahm die staatliche Fischbrutanstalt ihren Betrieb auf. Der historische Weintorkel wurde 1955 letztmalig genutzt und 1978 unter Denkmalschutz gestellt, womit ein bedeutendes Zeugnis der jahrhundertealten Weinbautradition für die Nachwelt bewahrt wurde.

## Einwohnerentwicklung
| Einwohnerentwicklung | Einwohnerentwicklung | Einwohnerentwicklung | Einwohnerentwicklung | Einwohnerentwicklung | Einwohnerentwicklung | Einwohnerentwicklung | Einwohnerentwicklung | Einwohnerentwicklung | Einwohnerentwicklung | Einwohnerentwicklung | Einwohnerentwicklung | Einwohnerentwicklung | Einwohnerentwicklung |
| -------------------- | -------------------- | -------------------- | -------------------- | -------------------- | -------------------- | -------------------- | -------------------- | -------------------- | -------------------- | -------------------- | -------------------- | -------------------- | -------------------- |
| Jahr                 | 1840                 | 1900                 | 1939                 | 1950                 | 1970                 | 1987                 | 1995                 | 2000                 | 2005                 | 2010                 | 2015                 | 2023                 |                      |
| Einwohner            | 647                  | 573                  | 782                  | 1119                 | 1270                 | 1450                 | 1517                 | 1503                 | 1568                 | 1663                 | 1726                 | 1844                 |                      |

## Politik

### Gemeinderat und Bürgermeister
Der Gemeinderat setzte sich nach der Kommunalwahl vom 2. März 2008 zusammen aus je fünf Mitgliedern der Dorfgemeinschaft Nonnenhorn und der Freien Bürgerschaft Nonnenhorn. Die Wahlbeteiligung lag bei 73,7 %.
Seit der Kommunalwahl 2014 hat der Gemeinderat 12 Mitglieder, drei Frauen und neun Männer. Erster Bürgermeister ist Rainer Krauß (Dorfgemeinschaft). Er wurde 2008 als Nachfolger von Michael Hornstein (CSU/Dorfgemeinschaft/Freie Bürgerschaft/Aktive Liste) gewählt, der im Jahr 2002 Nachfolger von Josef Hornstein wurde und 2008 bei den Kommunalwahlen nicht mehr angetreten war. Rainer Krauß ist der erste hauptamtliche Bürgermeister von Nonnenhorn. Zuvor war er Büroleiter des Landrats im Landratsamt Lindau.
| Partei/Liste                           | 2020  | 2020  | 2014  | 2014  | 2008  |
| Partei/Liste                           | %     | Sitze | %     | Sitze | Sitze |
| -------------------------------------- | ----- | ----- | ----- | ----- | ----- |
| Freie Bürgerschaft u. Dorfgemeinschaft | 99,2  | 12    | 98,2  | 12    | –     |
| Ohne Wahlvorschlag                     | 0,8   | 0     | 1,8   | 0     |       |
| Dorfgemeinschaft Nonnenhorn            | –     | –     | –     | –     | 5     |
| Freie Bürgerschaft Nonnenhorn          | –     | –     | –     | –     | 5     |
| Gesamt                                 | 100,0 | 12    | 100,0 | 12    | 10    |
| Wahlbeteiligung (in %)                 | 60,3  | 60,3  | 57,9  | 57,9  | 73,7  |

### Gemeindefinanzen
Die Steuereinnahmen lagen im Jahr 2009 bei 1.245.000 Euro, der Anteil der Gewerbesteuer hieran lag bei rund 105.000 Euro (netto). Hauptsteuereinnahme ist der Einkommenssteueranteil mit rund 695.000 Euro.

### Wappen
| Wappen von Nonnenhorn | Blasonierung: „Gespalten von Gold und Blau; vorne eine schwarz gekleidete Nonne mit goldenem Rosenkranz, hinten ein silbernes Füllhorn mit goldener Weintraube, goldener Birne und goldenem Apfel mit grünen Blättern.“ |
| Wappen von Nonnenhorn | Wappenbegründung: Nonnenhorn gehörte seit dem Mittelalter zur Herrschaft Wasserburg. An den Erwerb der Herrschaft 1592 durch die Grafen Fugger von Kirchberg-Weißenhorn erinnern die Farben Gold und Blau aus dem Stammwappen der Fugger. Die Nonne und das Füllhorn stehen redend für den Ortsnamen, obwohl sich dieser vermutlich eher vom keltischen Volksstamm der „Nunen“ ableitet. Die Weintrauben, Äpfel und Birnen im Füllhorn verweisen auf den Wein- und Obstanbau in der Gemeinde. |

## Wirtschaft und Infrastruktur

### Wirtschaft
Es gab 2009 nach der amtlichen Statistik im Bereich der Land- und Forstwirtschaft elf, im produzierenden Gewerbe 46 und im Bereich Handel und Verkehr 114 sozialversicherungspflichtig Beschäftigte am Arbeitsort. In sonstigen Wirtschaftsbereichen waren am Arbeitsort 47 Personen sozialversicherungspflichtig beschäftigt. Sozialversicherungspflichtig Beschäftigte am Wohnort gab es insgesamt 499. Im verarbeitenden Gewerbe gab es keinen Betrieb mit mehr als 20 Beschäftigten, im Bauhauptgewerbe zwei Betriebe.
2007 gab es 18 landwirtschaftliche Betriebe mit einer landwirtschaftlich genutzten Fläche von zwei ha oder mehr, die insgesamt 123 ha bewirtschafteten; davon waren drei ha Dauergrünland und hiervon ein ha Ackerfläche.

### Wein- und Obstanbau

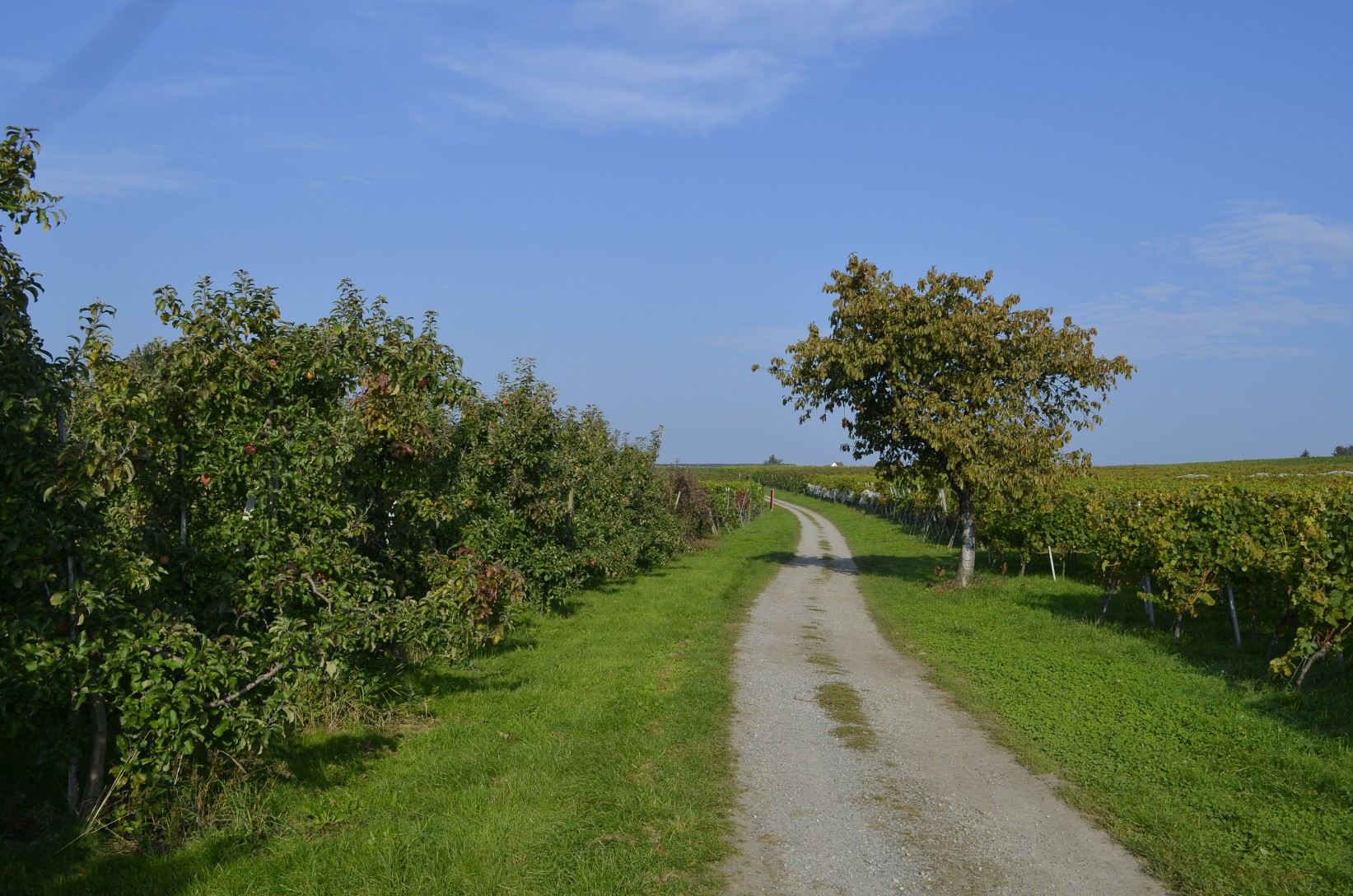
Obstgärten und Weinrieden in Nonnenhorn

Der Weinbau sowie der Tourismus am Bayerischen Bodensee spielen eine wichtige Rolle. Das milde Seeklima und das sonnige Nordufer des Bodensees begünstigen hier besonders den Wein- und Obstanbau. Rebanlagen und Obstbäume durchziehen das Ortsbild des idyllischen Weindorfs. Die Großlagen der bekannten Weine nennen sich „Sonnenbichl“ und „Seehalde“. Beliebteste Rebsorten sind Müller-Thurgau, Bacchus, Grauburgunder, Spätburgunder sowie in letzter Zeit auch wieder die alte Rebsorte Elbling. Spätburgunder, in geringerem Umfang auch Dornfelder, werden häufig als  Weißherbst ausgebaut und stehen im Angebot der meisten hier ansässigen Winzer. Organisiert sind viele Winzer im Weinbauverein bayerischer Bodensee.

### Fischerei
Von der Staatlichen Fischbrutanstalt in Nonnenhorn wurden 2002 über 37 Millionen Blaufelchen, 17.500 Seesaiblinge und 691.500 Seeforellen im See ausgesetzt. 34 essbare Fischarten kann man im See finden. Am häufigsten sind der Bodenseefelchen und der Flussbarsch, der hier Kretzer oder Egli genannt wird. Mit der zunehmenden Oligotrophisierung des Sees gehen die Fangerträge in letzter Zeit zurück, sodass einige Berufsfischer ihren Geschäftserwerb aufgegeben haben.

### Tourismus und Gastronomie
Es gibt ca. 1000 Gästebetten in Hotels, Gästehäusern, Pensionen, Ferienwohnungen und Privatzimmern. Die touristische Saison dauert etwa von April bis Oktober. Für Freizeitaktivitäten stehen ein beheiztes Strandbad (26 °C), Kegelbahnen, ein Tennisplatz, ein Minigolfplatz mit Bodenseemotiven, ein Bootsverleih, eine Freiluftschachfläche, ein Obst- und Weinwanderweg und ein Kinderspielplatz zur Verfügung.
In der Gemeinde gibt es sieben verschiedene Restaurants und Gaststätten mit unterschiedlicher Küche. Zudem gibt es im Ort auch drei „Rädlewirtschaften“. Der Begriff „Rädle“ steht für Hof- oder Gutsausschank. Dort lebt der alte Brauch wieder auf, dass Winzer den hauseigenen Wein in geselliger Runde ausschenken. In anderen Regionen werden ähnliche Lokalitäten auch als „Buschenschank“, „Straußenwirtschaft“ oder „Besenwirtschaft“ bezeichnet.

### Verkehr
Da die Bundesstraße oberhalb des Ortes verläuft, fließt durch Nonnenhorn nur Ortsverkehr. Seit März 2007 wird die Gemeinde auf württembergischer Seite offiziell nicht mehr ausgeschildert, was dem Tourismus schadet. Grund hierfür sind die seit Öffnung der Umgehung B31 geschlossenen Abfahrten Rickatshofen und Schönau. Aufgrund der fehlenden Abfahrten fließt der gesamte Verkehr in bayerische Ferienorte durch die württembergische Gemeinde Kressbronn. Bis eine Lösung der bayerischen Regierung vorliegt und die Schilder wieder montiert werden, müssen Touristen, die der Beschilderung folgen, so einen Umweg von bis zu 40 Kilometer in Kauf nehmen.
Ab dem im Ortskern gelegenen Bahnhof an der Bahnstrecke Friedrichshafen–Lindau verkehren stündlich Regionalbahnen in beide Richtungen.
Vom Schiffsanleger aus befördert die „Weiße Flotte“ der Bodensee-Schiffsbetriebe in der Saison täglich Gäste nach Lindau, Bregenz oder Friedrichshafen, Meersburg, Mainau und Konstanz. Vom benachbarten Wasserburg und von Friedrichshafen gelangt man per Schiff auch in die Schweiz (Rorschach).
Als direkt am See liegende Gemeinde ist Nonnenhorn auch Station des Bodensee-Radwegs und des Bodensee-Rundwegs und liegt als Abstecher auf dem Oberschwäbischen Jakobsweg.
Ein kilometerlanges Netz aus Spazier- und Wanderwegen sowie dem Nordic Walking Park Bayerischer Bodensee erstreckt sich vom See bis ins fruchtbare Umland. Zudem werden saisonal auch Tagesausflüge per Bus zu weiteren Ausflugszielen am See angeboten.

### Bildung
In Nonnenhorn gibt es folgende Bildungseinrichtungen (2009/10):
- Kindergarten mit 50 Plätzen und 40 betreuten Kindern.
- Volksschule mit fünf Lehrern und  rund 70 Schülern in drei Klassen.

## Sehenswürdigkeiten und Kultur

### Dorfmuseum

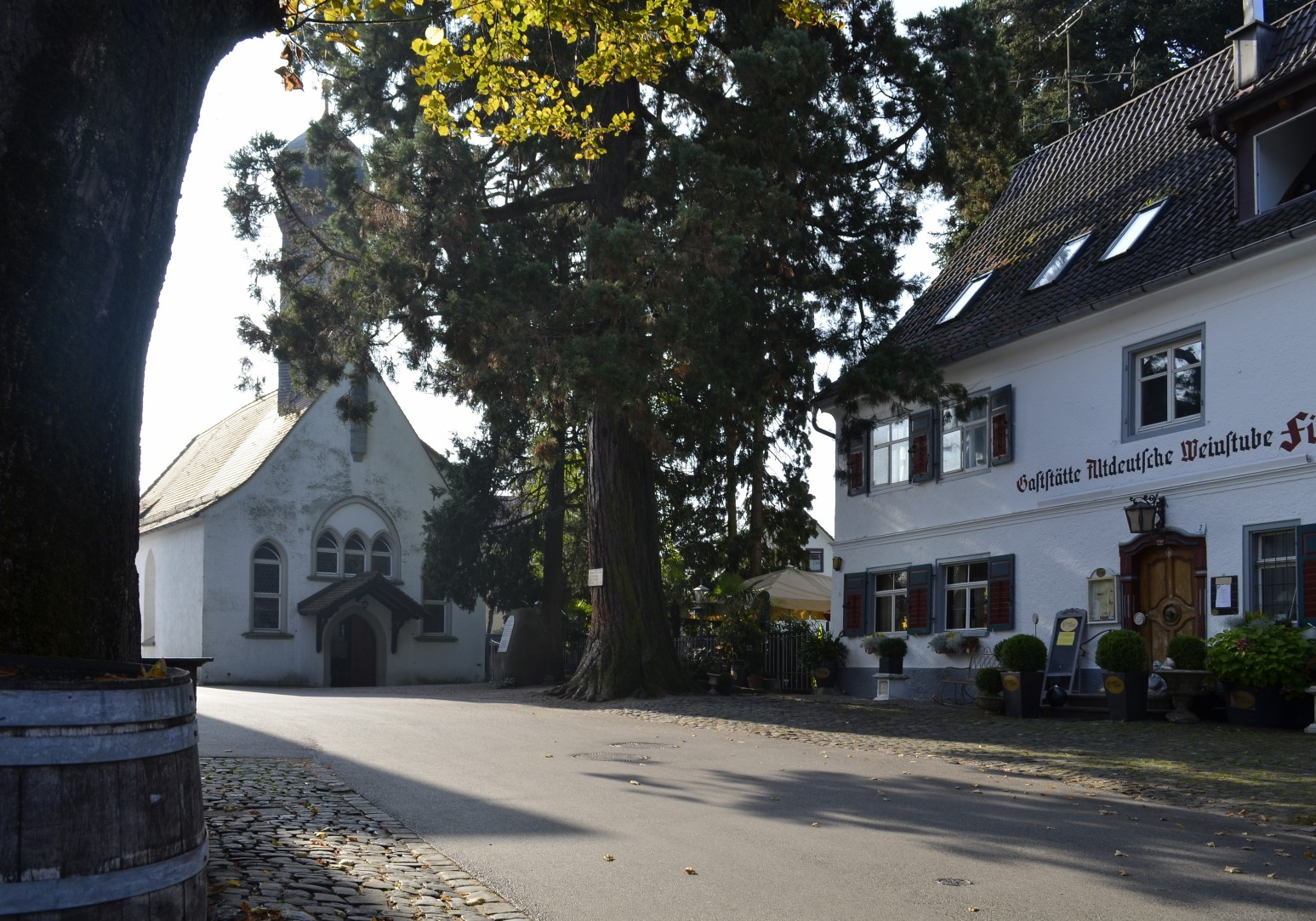
Kapellenplatz, das alte Zentrum von Nonnenhorn; im Vordergrund der Mammutbaum, im Hintergrund die St.-Jakobus Kapelle

Gezeigt werden Exponate der Heimatgeschichte, des Obst- und Weinanbaus und des Handwerks. Um die Instandhaltung und Pflege kümmert sich der Museumsverein Nonnenhorn. Das Museum ist jeden Mittwoch für Besucher geöffnet, im Winter auf Anfrage in der Tourist-Information.

### Kirchen

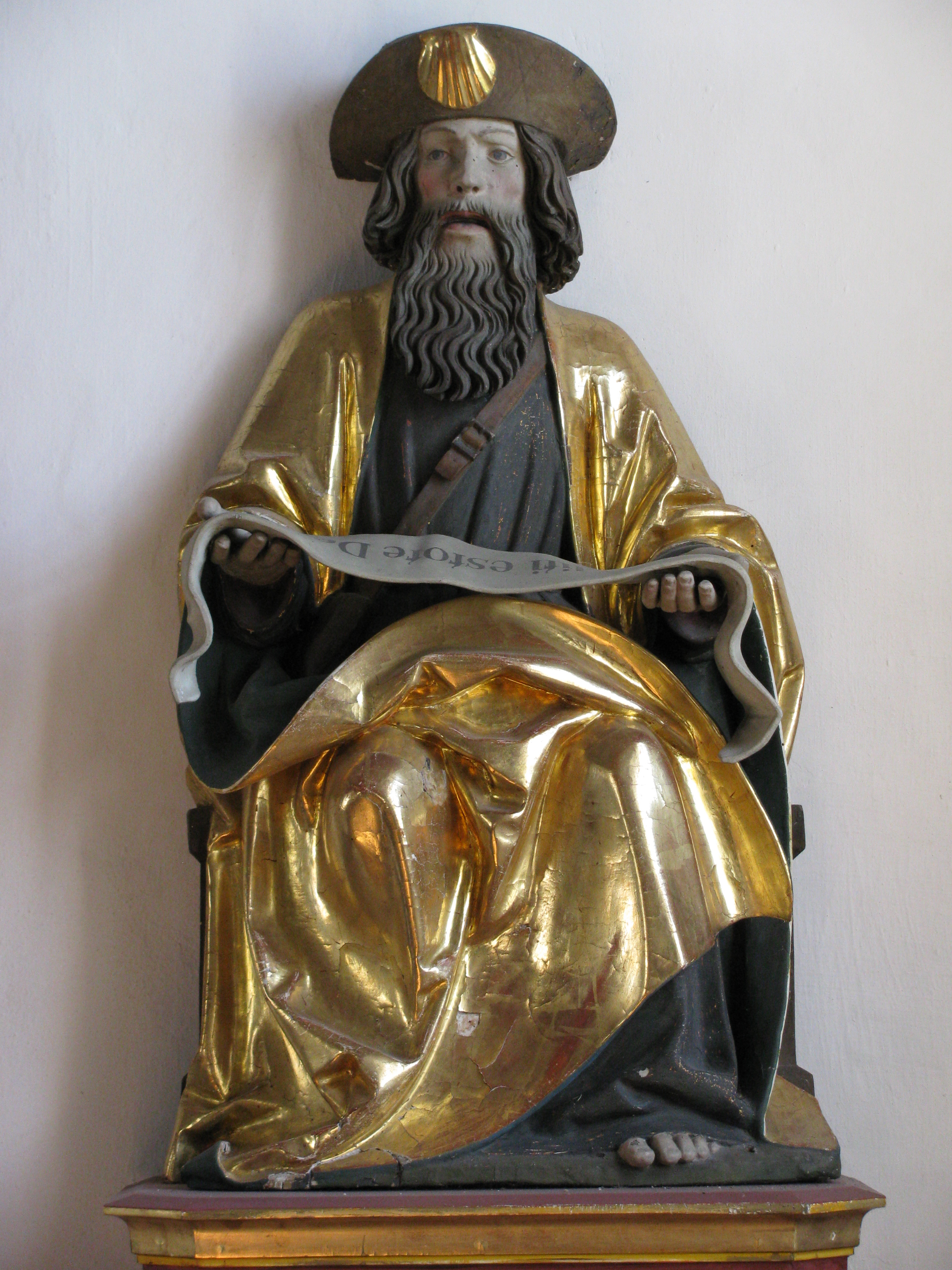
Hl. Jakobus (Schnitzerei von Johannes Ruhland, um 1490)

Der Kapellenplatz ist das alte Zentrum des Ortes. Dort steht die spätgotische St.-Jakobus-Kapelle aus dem 15. Jahrhundert. Die Kapelle selbst wie auch der Kapellenplatz stehen unter Denkmalschutz und im Windschatten eines mächtigen Mammutbaumes. Im Inneren der Kapelle befindet sich eine Kreuzigungsgruppe, die laut Inschrift aus dem Jahre 1646 stammt, eine schöne Sitzfigur des Kirchenpatrons Hl. Jakobus, des Hl. Petrus und des Evangelisten Johannes (um 1490), des Weiteren Holzplastiken des Hl. Nikolaus (um 1680) und der Hl. Katharina (um 1470). Seit dem 19. Jahrhundert wurde die Kapelle mehrmals umgebaut, zuletzt 1977. Bei diesen Umbauten wurde die Kapelle auch mit dem neugotischen Hochaltar und den spitzbogigen Fenstern ausgestattet. Die St.-Jakobus-Kapelle lag an der alten Wallfahrtsstraße nach Santiago de Compostela. St. Jakobus der Ältere galt als Schutzherr der Pilger. Noch heute führt der Oberschwäbische Jakobsweg auf einem Abstecher die Pilger von Brochenzell über Tettnang und Kressbronn nach Nonnenhorn.
← Vorhergehender Ort: Selmnau | Nonnenhorn | Nächster Ort: Schwabenweg in Konstanz, St. Galler Weg in Rorschach, Appenzeller Weg via Bregenz →

Ulmer Münster |
Ulm |
Grimmelfingen |
Einsingen |
Erbach |
Donaurieden |
Oberdischingen |
Ersingen |
Rißtissen |
Untersulmetingen |
Obersulmetingen |
Schemmerberg |
Äpfingen |
Laupertshausen |
Mettenberg |
Biberach an der Riß |
Reute |
Grodt |
Muttensweiler |
Steinhausen |
Wallfahrtskirche Steinhausen |
Winterstettenstadt |
Bad Waldsee |
Bergatreute |
Weingarten |
Ravensburg |
Brochenzell
Östliche Route:
Meckenbeuren |
Tettnang |
Gießenbrücke |
Heiligenhof |
Atlashofen |
Hüttmannsberg |
Gattnau |
Arensweiler |
Selmnau |
Hattnau |
Nonnenhorn
Westliche Route:
Rammetshofen |
Unterteuringen |
Hepbach |
Leimbach |
Möggenweiler |
Markdorf |
Meersburg |
Bodensee |
Staad |
Konstanz |
Konstanzer Münster
← Vorhergehender Ort: Wasserburg (Bodensee) | Nonnenhorn | Nächster Ort: St. Galler Weg in Rorschach →

Hauptroute:
St. Jakob |
Oettingen in Bayern |
Megesheim |
Polsingen |
Maria Brünnlein |
Wemding |
Gosheim |
Ronheim |
Harburg |
Marbach |
Donauwörth |
Mertingen |
Druisheim |
Kloster Holzen |
Blankenburg |
Kühlenthal |
Markt |
Biberbach |
Gablingen |
Gersthofen |
Augsburg |
Göggingen
Östliche Route:
Göggingen |
Straßberg |
Reinhartshofen |
Klimmach |
Konradshofen |
Siebnach |
Ettringen |
Türkheim |
Bad Wörishofen |
Dirlewang |
Köngetried |
Mussenhausen |
Markt Rettenbach |
Eheim |
Ottobeuren |
Niebers |
Wolfertschwenden |
Niederdorf |
Thal |
Bad Grönenbach
Westliche Route:
Göggingen |
Schloss Wellenburg |
Kloster Oberschönenfeld |
Weiherhof |
Fischach |
Wollmetshofen |
Maria Vesperbild |
Memmenhausen |
Haselbach |
Kirchheim in Schwaben |
Loppenhausen |
Kirchhaslach |
Babenhausen |
Winterrieden |
Boos |
Niederrieden |
Memmingen |
Dickenreishausen |
Kronburg |
Oberbinnwang |
Rothenstein |
Bad Grönenbach
Hauptroute:
Bad Grönenbach |
Altusried |
Wiggensbach |
Ermengerst |
Buchenberg |
Osterhofen |
Rechtis |
Weitnau |
Wilhams |
Aigis |
Geratsried |
Trabers |
Mutten |
Zell |
Genhofen |
Hopfen |
Burkatshofen |
Nagelshub |
Simmerberg |
Weiler im Allgäu |
Manzen |
Lindenberg im Allgäu |
Allmannsried |
Lötz |
Kinberg |
Niederstaufen |
Sigmarszell |
Schlachters |
Streitelsfingen |
Lindau (Bodensee) |
Bad Schachen |
Schwand |
Reutenen |
Wasserburg (Bodensee) |
Nonnenhorn |
St.-Jakobus-Kapelle
Die St.-Christophorus-Kirche bildet mit dem Pfarrsaal und dem Pfarrhaus einen kirchlichen Komplex unter einem Dach. Der Kirchturm mit einem etwas hervorgestelltem Pultdach ist 25 m hoch. Die südliche Glaswand hat der Künstler nach dem „Sonnengesang des heiligen Franziskus von Assisi“ gestaltet.

### Riesenmammutbaum
Am Kapellenplatz steht eine weitere Attraktion, ein kalifornischer Riesenmammutbaum, auch bekannt als Giant Sequoia. Der Baum wurde ca. 1880 gepflanzt und steht zusammen mit der St.-Jakobus-Kapelle, dem Brunnen, dem Gedenkstein und den umliegenden Gebäuden unter Ensembleschutz. Im 19. Jahrhundert wurden in einigen Orten am Bodensee, wie z. B. Lindau, Langenargen und Friedrichshafen, Riesenmammutbäume gepflanzt, die heute noch stolz in den Himmel ragen. Der Riesenmammutbaum in Nonnenhorn hat eine lichte Höhe von ca. 30 m.

### Weintorkel
Der Nonnenhorner Weintorkel aus dem Jahre 1591 ist eine der ältesten Weinpressen der Bodenseegegend. Er steht geschützt in einem offenen Holzhaus in der Conrad-Forster-Straße. In ihm wurde 1955 das letzte Mal die Traubenernte gepresst, und seit 1978 steht der alte Torkel unter Denkmalschutz. Der wuchtige eichene Pressbalken soll mit 400 Zentnern Gewicht die Traubenbeeren belastet haben. Etwa 30 Pferde und 40 Mann waren notwendig, um eine Presse dieser Größe zu errichten. Während der Saison berichten und veranschaulichen örtliche Winzer jeden Mittwoch bei den Torkelerklärungen, wie hier früher die Trauben verarbeitet wurden.

### Seegfrörne-Steine

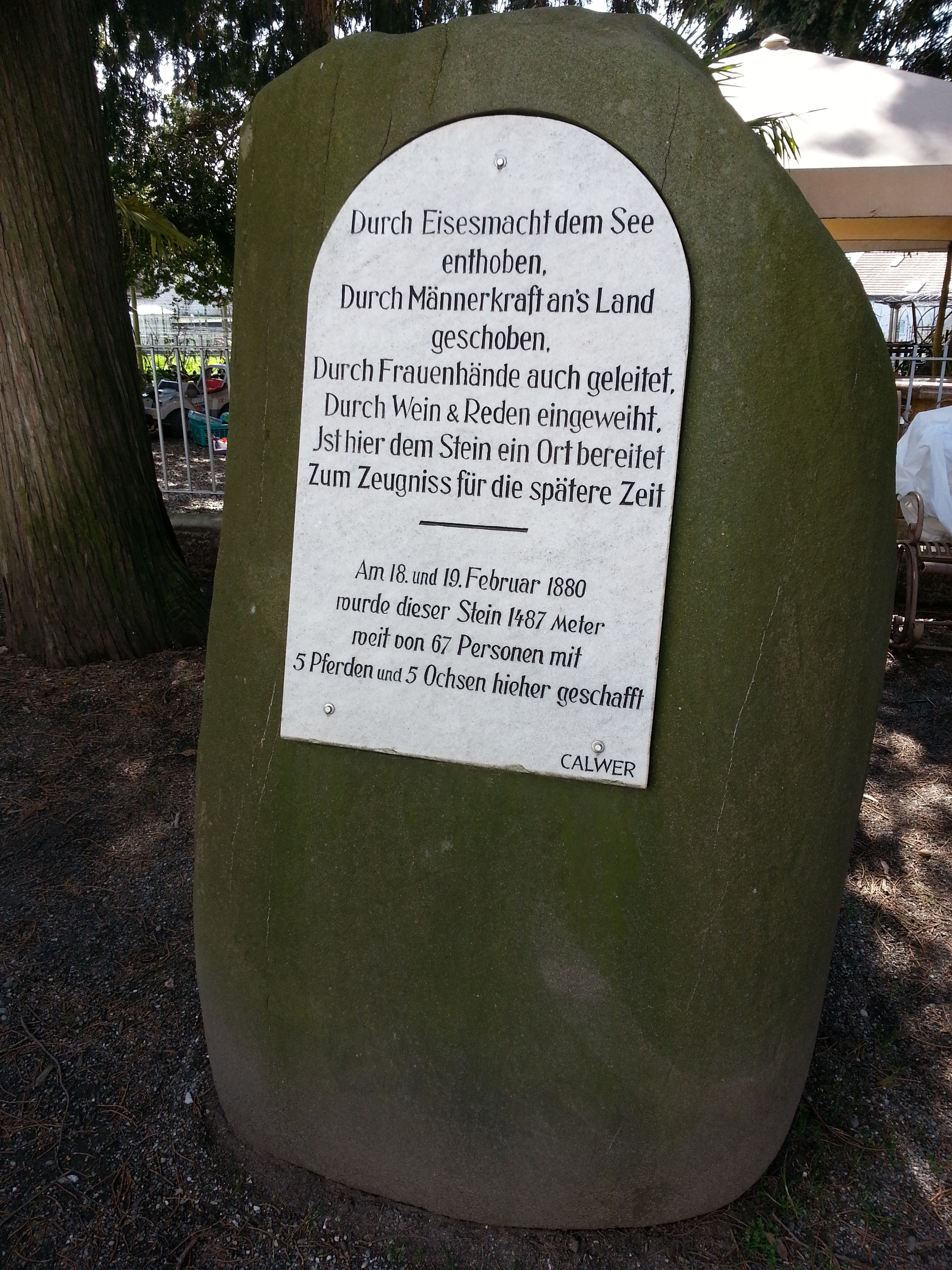
Gedenkstein an die Seegfrörne im Winter 1879/1880 auf dem Kapellenplatz in Nonnenhorn

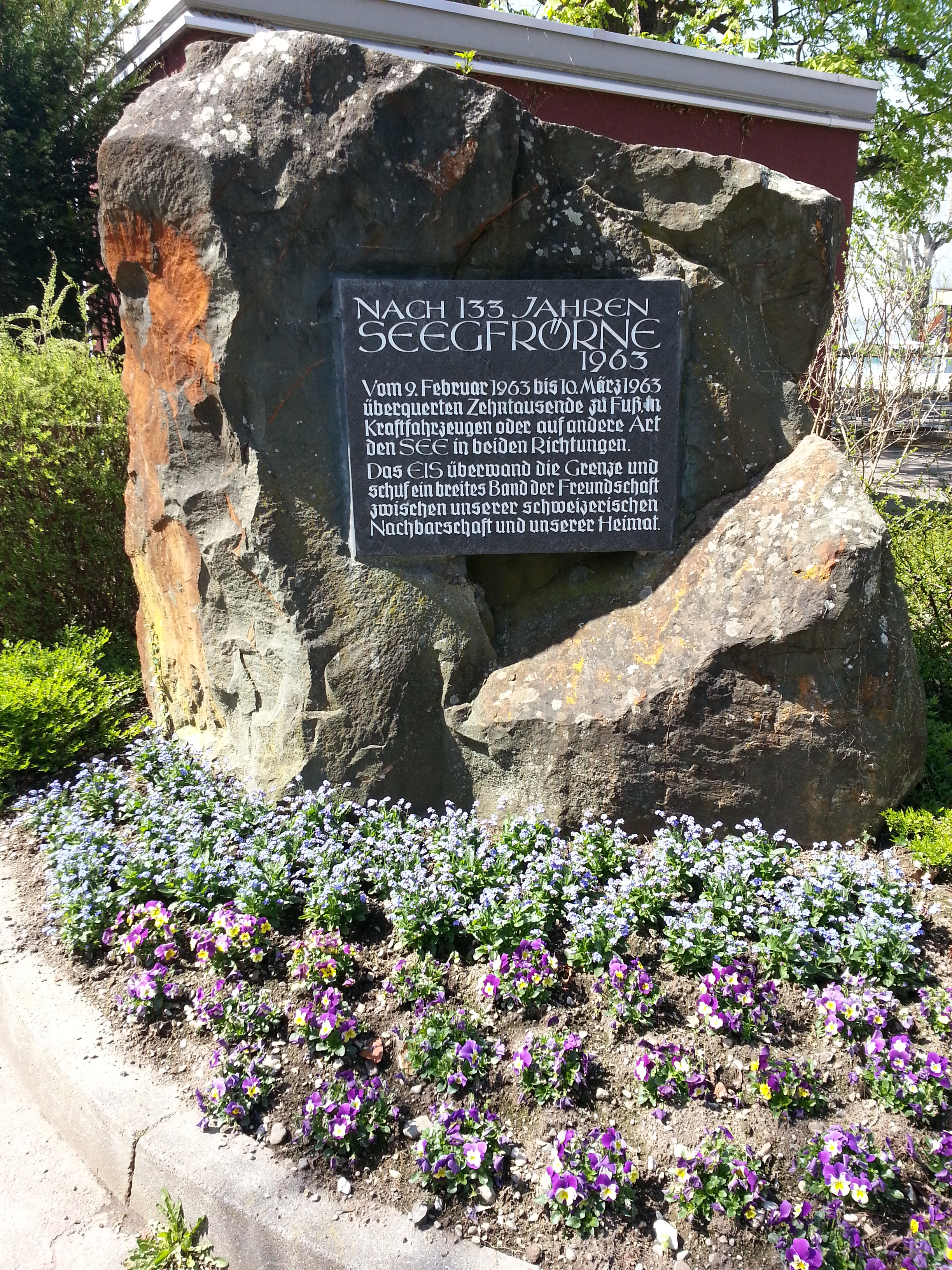
Gedenkstein am Strandbad in Nonnenhorn zur Seegfrörne im Winter 1962/1963

„Seegfrörne“, so nennt man es, wenn der komplette Bodensee von einer geschlossenen Eisschicht bedeckt ist. Vor dem Eingang der St.-Jakobus-Kapelle steht schützend der „Seegfrörne-Stein“ als alter Zeitzeuge. Es handelt sich um einen mächtigen Findlingsblock, der bei der damaligen Seegfrörne von 1880 aus dem See gezogen wurde. Ein weiterer Gedenkstein an die Seegfrörne von 1963 steht vor dem Strandbad Nonnenhorn.

### Narrenbrunnen
Seit 2001 ziert der Narrenbrunnen den Park vor der Schiffsanlegestelle in Nonnenhorn. Er stellt die zwei Figuren der Narrenzunft Nonnenhorn dar:
Den Traubenhüter und die Reblaus. Ein Weinblatt bildet den Grund des Brunnens. Er soll an die alte Tradition des Weinbaus im Ort erinnern.

### Traditionen
- Besondere Feste: Komm und See / Winzerfest am See (siehe Veranstaltungskalender der Gemeinde)
- Schäfflertanz: Seit 1846 wird er alle sieben Jahre in Nonnenhorn von der örtlichen Schäfflergesellschaft aufgeführt
- Narrenverein mit Maskengruppen: Reblaus und Traubenhüter, Narrenruf „SeeWii – Oho“

## Herkunftstheorien über den Ortsnamen
Über die Vergangenheit Nonnenhorns vor dem 18. Jahrhundert sind im Allgemeinen leider nur spärliche Aufzeichnungen vorzufinden. Es ist jedoch geschichtlich nachgewiesen, dass Nonnenhorn bis zum Jahre 1818 als Teilort zur Herrschaft Wasserburg (einstige Schreibweise: „Wazzarburc“) gehörte.
Unstrittig ist, dass der Name Nonnenhorn darauf hinweist, dass der Ort auf einem „Horn“ (einer in den See hineinragenden Landzunge) liegt. Gemeint ist hier voraussichtlich das heute noch bei den Ortsansässigen liebevoll bezeichnete „Hörnle“ neben dem Landesteg. Auch in den amtlichen Feldlagen mit Stand 1821–1825 findet sich die Bezeichnung „Am Horn“ in diesem Bereich wieder.
Als weitere Ortshinweise „Horn“ um den Bodensee existieren:
Horn bei Arbon, Romanshorn, Widenhorn bei Egnach, Rehener Horn bei Wasserburg, Kippenhorn bei Immenstaad, Fließhorn bei Dingelsdorf, Horn auf der Höri, Hornstaat auf der Höri, Kattenhorn am Untersee, Nächsthorn bei Steckborn.
Theorie 1
Der Legende nach geriet Graf Adalbert von Rätien im Jahre 810 bei einem Unwetter auf dem Bodensee in Seenot. Er gelobte, dort wo er heil an Land kommen würde, der Gottesmutter ein Kloster und ein Bethaus zu errichten. Gestrandet sei er dann auf einer hornförmigen Halbinsel des heutigen Gemeindegebiets von Nonnenhorn.
Für das Bestehen eines Frauenklosters sprechen folgende Erwähnungen in der Gattnauer Chronik über die Zeit des 9. Jahrhunderts:
Seite 19:
Es herrschten in hiesiger Gegend die Grafen des Argengau’s. Die Gaugrafen Eckbert, Mangold und Wortbich gründeten das Frauenkloster zu Nonnenhorn.
Seite 106:
Als die Ungarn 925 gegen St. Gallen zogen, ließ Abt Engelbert Wasserburg befestigen und mit großem Mundvorrat versehen. Von seinen Klosteruntertanen schickte er, wie im „Ekkehard“ erzählt wird, die Knaben und die Greise hierher, damit sie vor dem Feinde sicher seien... das im Jahr 806 gegründete Kloster in Nonnenhorn, löste sich im Jahr 926 wieder auf... als die Ungarn 925 bereits in der Schweiz waren, flohen die Nonnen aus dem Kloster Nonnenhorn im Jahre 926 nach Lindau in Sicherheit.
Alten Erzählungen zufolge soll sich der Standort des Frauenklosters nahe dem Seehaus am Ende des Klosterweges befunden haben. Bis um das Jahr 1700 sollen dort noch Grabkreuze aus dem Wasser geragt haben und Mauerreste unter Wasser sichtbar gewesen sein.
Untermauert wird dies durch einen am Ufer aufgefundenen Findling, der 1930 bei der Erneuerung einer Ufermauer zutage getreten ist. Nach einem Gutachten des Landesamts für Denkmalpflege in München ist der Stein bereits vor rund 1000 Jahren bearbeitet worden und musste daraufhin freigelegt werden.
Gegen diese These sprechen folgende Argumente:
1. Der besagte Standort des vermeintlichen Klosters liegt selbst im Winter bei Niedrigwasser zwischen 2–4 m Tiefe, sodass ein Kloster auf Pfählen hätte errichtet werden müssen (eine Friedhofgründung widerspricht sich somit).
2. Bis heute wurden keinerlei Mauerreste oder anderweitige Erkenntnisse über die Existenz des Klosters vorgefunden.
3. Im Jahre 784 wurde die Herrschaft Wasserburg sowie der damalige Teilort Nonnenhorn dem Kloster St. Gallen zugehörig. Dem Stiftsarchiv des heutigen Bistum St. Gallen (ältestes Klosterarchiv im Abendland), liegen jedoch keinerlei Aufzeichnungen über die einstige Existenz eines Frauenklosters in Nonnenhorn vor.

Theorie 2
An anderer Stelle wird der Ortsnamen zurückgeführt auf den in unserem Gebiet angeblich angesiedelten keltischen Volksstamm der „Nunen“. Diese Ansicht wird erhärtet durch namensverwandte Ortshinweise die im Umland von Nonnenhorn vorkommen, wie beispielsweise Nonnenbach, Nonnenstein, Nonnenbuch und Nonnenbühl.
Von der früheren Besiedlung und Urbarmachung des Bodenseegebiets durch die keltischen Helvetier, den germanischen Sueben/Sweben (von denen sich die Schwaben ableiten), den illyrischen Rätier und den durch sie verdrängten Alemannen, war auch Nonnenhorn nicht ausgeschlossen.
Die heute vorhandenen Erkenntnisse über die Urbanisierung im Bodenseegebiet sprechen am ehesten für die Herkunftsform des Ortsnamens „Nonnenhorn“. Erkenntnisse über die tatsächliche Existenz des keltischen Volksstamm der „Nunen“ liegen hierbei jedoch nicht vor!
Theorie 3
Im Rahmen der Sendung „Ortsnamen“ vom 21. April 2008 des Bayerischen Rundfunks (BR1) wurde versucht, die Herkunft des Ortsnamens „Nonnenhorn“ mit dem Namenforscher Wolf-Armin von Reitzenstein zu ermitteln.
Nach Auffassung des Namenforschers treffen die beiden bislang bekannten Herkunftsvarianten „Nonnen-Horn“ von einem Nonnenkloster am Horn und „Nunen-Horn“ von einem keltischen Volksstamm am Horn nicht zu. Nach Prüfung von Unterlagen des Landkreisarchives Lindau (B) wurde angenommen, dass die Herkunft des Ortsnamens von einem aus dem Jahre 1359 hier erwähnten „Nuno“ abgeleitet werden kann.
Dieser Theorie steht entgegen, dass der Ortsname „Nonnenhorn“ im Jahr 910 erstmals urkundlich erwähnt worden sein soll.

## Persönlichkeiten
- Georg Köberle (1819–1898), Schriftsteller und Dramaturg
- Josef Forster (1844–1910), Hygieniker in Amsterdam und Straßburg